# Wilhelm von Walther
Wilhelm von Walther von Herbstenburg (Bolzano, 1870 – Bolzano, 1958) è stato un politico austriaco naturalizzato italiano.

## Biografia
Il liberale Wilhelm von Walther venne eletto deputato nella coalizione Deutscher Verband all'interno delle Liste di slavi e di tedeschi alle elezioni del 1921 in rappresentanza della minoranza tedesca dell'Alto Adige assieme ai tre popolari Eduard Reut-Nicolussi, Friedrich von Toggenburg e Karl Tinzl.
Appena eletto a nome del suo gruppo parlamentare espresse l'opposizione degli abitanti di lingua tedesca all'annessione al Regno d'Italia e la violazione del principio di autodeterminazione dei popoli. 
Quindi il 15 giugno 1921 Mussolini chiese di eliminare tutti i simboli che ricordavano l'Austria-Ungheria e di sciogliere il Deutscher Verband ed entrò a far parte del Gruppo parlamentare di vigilanza dell'Alto Adige fondato da Ettore Tolomei (che non era un parlamentare), poi il 15 novembre dello stesso anno un gruppo di fascisti lo bloccò mentre tornava a casa alla stazione di Verona, impedendo la continuazione del viaggio. Non si candidò alle elezioni del 1924.